# Glenea obliquesignata
Glenea obliquesignata är en skalbaggsart som beskrevs av Stefan von Breuning 1956. Glenea obliquesignata ingår i släktet Glenea och familjen långhorningar.
Artens utbredningsområde är Laos. Inga underarter finns listade i Catalogue of Life.